# Lymantria albolunulata
Lymantria albolunulata är en fjärilsart som beskrevs av Moore 1879. Lymantria albolunulata ingår i släktet Lymantria och familjen tofsspinnare. Inga underarter finns listade i Catalogue of Life.